# Aurélio das Astúrias
Aurélio das Astúrias (Espanhol: Aurelio) (c. 740 – 774) foi o Rei das Astúrias de 768 até a sua morte.
Nascido em Leão, ele foi o filho de Fruela da Cantábria (filho de Pedro da Cantábria); sobrinho de Alfonso I das Astúrias; e primo do seu predecessor, Fruela o Cruel. Seu irmão, Bermudo I, reinou de 789 a 791.
Aurélio foi escolhido como rei pela nobreza asturiana depois que Fruela assassinou seu irmão e, por sua vez, foi assassinado. Acredita-se que ele tenha sido coroado em Sama. Seu reinado parece ter sido relativamente calmo e pacífico, atestado pela quase ausência de menção de seu reinado nas crônicas medievais. O único evento de seu reinado narrado nas crônicas foi uma rebelião de servos, a qual Aurélio se livrou. A localização do levante é desconhecida, mas é o primeiro exemplo registrado de revolta antiSenhoria na história da Península Ibérica. Acredita-se que, de acordo com o costume da época, ele negociou a paz com os muçulmanos que dominavam as terras ao sul por uma troca de noivas, que segundo a lenda levou ao nome do lugar El Entrego, hoje em dia o coração da município de San Martín del Rey Aurelio.
Parece que sua residência principal e a capital efetiva das Astúrias durante seu reinado foi o município de San Martín del Rey Aurelio, então parte de Langreo. Tendo reinado por seis anos, Aurélio morreu ali por causas naturais no ano de 774. As crônicas da época não mencionam que Aurélio teve esposa ou filhos. Ele foi sucedido por seu primo, Silo, marido da filha de Alfonso I, Adosinda.

## Local de enterro
Os historiadores discordam sobre a disposição dos restos mortais de Aurélio. As Crônicas Asturianas medievais discordam entre si. Alguns dizem que ele foi sepultado perto de onde ele morava no vale de Langreo, na Igreja de San Martín de Tours, em San Martín del Rey Aurelio, onde há uma tumba gravada "Rey Aurelio". A Estoria de España ou Primera Crónica General, escrita no século XIII durante o reinado de Afonso X de Castela, diz que os restos mortais de Aurélio foram sepultados no município de Cangas de Onís. No entanto, o historiador Esteban de Garibay afirma que Aurélio foi sepultado ao lado de seu pai Fruela da Cantábria, na igreja de San Miguel em Yanguas, um município da Província de Soria.